# Breakfast of Champions – Frühstück für Helden
Breakfast of Champions – Frühstück für Helden ist ein US-amerikanischer Spielfilm von Alan Rudolph aus dem Jahr 1999. Die Handlung der Filmkomödie basiert auf dem gleichnamigen Roman von Kurt Vonnegut aus dem Jahr 1973.

## Handlung
Die Ehefrau des Autoverkäufers Dwayne Hoover, Celia Hoover, ist drogensüchtig. Er lernt den Schriftsteller Kilgore Trout kennen, von dem er hofft, die Antwort auf die Frage nach dem Existenzsinn zu erhalten.
Der Leiter der Autohandlung, Harry Le Sabre, hat Frauenbekleidung als Fetisch und fürchtet, Dwayne könnte dies herausfinden. Hoover hat Probleme mit den Behörden, die ihm Umweltvergehen vorwerfen.

## Hintergrund
Der Film wurde in Idaho im Jahr 1998 gedreht. Seine Produktion kostete schätzungsweise 12 Millionen US-Dollar, das Einspielergebnis in den US-Kinos betrug 175.000 US-Dollar.

## Kritiken
James Berardinelli schrieb auf ReelViews, dass die Romane von Kurt Vonnegut schwer zu verfilmen seien, was auch für die Romanvorlage dieses Films gelte. Der Drehbuchautor und Regisseur Alan Rudolph habe die Thematik des Romans verstanden, aber schaffe es nicht, sie dem Publikum zu vermitteln. Die Darstellungen seien nicht schlecht, die Charaktere seien jedoch flach dargestellt. Berardinelli lobte besonders die Darstellungen von Bruce Willis und Nick Nolte.

„Eine vorzüglich gespielte, aber allenfalls in Details pointiert inszenierte Satire über den drohenden Wirklichkeitsverlust in einer Welt der (Ab-) Bilder und Signale, die nicht den Mut zur Vertiefung des Themas aufbringt und in plakativ-überzeichneten Einzelszenen versandet.“

## Auszeichnungen
Alan Rudolph wurde auf der Berlinale 1999 für den Goldenen Bären nominiert.